# NK Slunj
NK Slunj je nogometni klub iz Slunja. Osnovan je 1937. godine.
Trenutačno se natječe se u 1. županiskoj nogometnoj ligi 
Nogometnog saveza Karlovačke županije (1. ŽNL NSKŽ). Nakon Domovinskog rata i djelovanja u progonstvu, klub je u sezoni 2000./01. igrao u 3. HNL – Središte, u društvu bivših i sadašnjih hrvatskih prvoligaša (Inter, Samobor, Radnik, Karlovac, Lokomotiva). U natjecanju za Hrvatski kup u sezoni 1998./1999. NK Slunj se probio među 64 momčadi.
Od kraja 1970-tih klub domaće utakmice igra na igralištu Zubac.
U sezoni 2017./18. nakon završetka jesenskog dijela prvenstva zauzima 7. mjesto (u konkurenciji 16 momčadi). U sezoni 2012./13. NK Slunj je postigao najveći uspjeh u povijesti kluba ušavši u Hrvatski nogometni kup (32 momčadi). Poslije Kupa Karlovačke županije, NK Slunj je pobijedio u doigravanju Zadrugar iz Hrastovskog rezultatom 2:1 na domaćem stadionu "Zubac". U prvom kolu kupa NK Slunj je na domaćem terenu porazio splitski Hajduk rezultatom 0:4.